# لاینکاول
لاینکاول (به آلمانی: Leienkaul) یک شهر در آلمان است که در کوخم-تسل واقع شده‌است. لاینکاول ۳۴۸ نفر جمعیت دارد.